# Loxia curvirostra
Il crociere comune (Loxia curvirostra Linnaeus, 1758) è un uccello passeriforme della famiglia dei Fringillidi.

## Etimologia
Il nome scientifico della specie, curvirostra, deriva dal latino e significa "dal becco ricurvo", chiaro riferimento al becco uncinato ed incrociato di questi uccelli, che frutta loro anche il nome comune.

## Descrizione

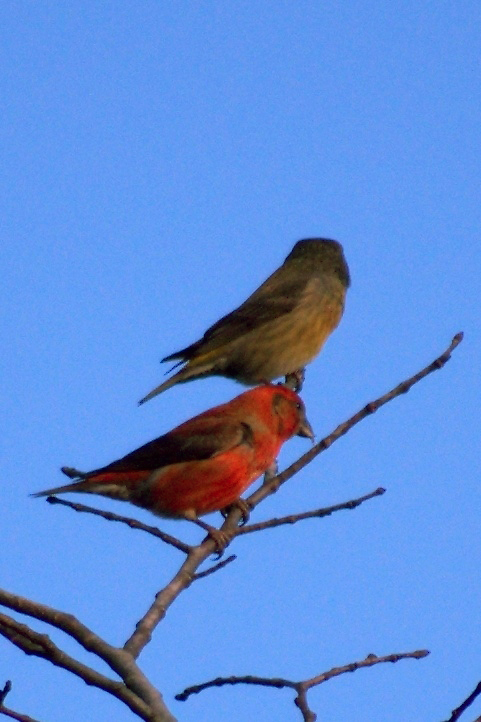
Coppia di crocieri: maschio in basso.

### Dimensioni
Misura 14-23 centimetri di lunghezza, per 23-43 grammi di peso: le popolazioni delle zone calde tendono a raggiungere dimensioni minori rispetto a quelle delle aree fredde, seguendo un gradiente crescente in direttrice SE-NW.

## Aspetto
Si tratta di uccelli dall'aspetto robusto e massiccio, muniti di testa grossa e allungata, ali appuntite e coda forcuta. Il becco è inconfondibile, dalle punte incrociate: la frequenza con la quale la mascella è inclinata verso destra e la mandibola verso sinistra e viceversa è di circa 1:1, tuttavia non si è ancora riusciti a comprendere a fondo i processi alla base della direzione d'incrocio del becco.
Il piumaggio mostra una certa stramba variabilità intraspecifica, pur presentando sempre dicromatismo sessuale: nei maschi, infatti, testa, dorso occhi, petto e ventre sono di un colore che va dall'arancio al rosso mattone (generalmente più scuro sul dorso e più vivace sul codione), con diffuse sfumature grigie su fianchi e faccia (zona fra i lati del becco e le orecchie), sottocoda bianco ed ali e coda nerastre. Nelle femmine, invece, il rosso è sostituito da un colore che può andare dal bruno-grigiastro al verde-giallastro al blu verdastro, generalmente più brillante sulla groppa e sul codione. In generale, l'estensione e l'intensità della colorazione corporea sono direttamente correlate alla presenza di antociani nella dieta, sebbene con differenze a livello di popolazione (ad esempio, gli esemplari dei Balcani tendono ad assumere una colorazione più tendente al rosa, quelli nordafricani e ciprioti più tendenti al giallo-arancio etc.),

In ambedue i sessi, il becco è di colore nerastro, le zampe sono di colore carnicino-nerastro e gli occhi sono di colore bruno scuro.

## Biologia

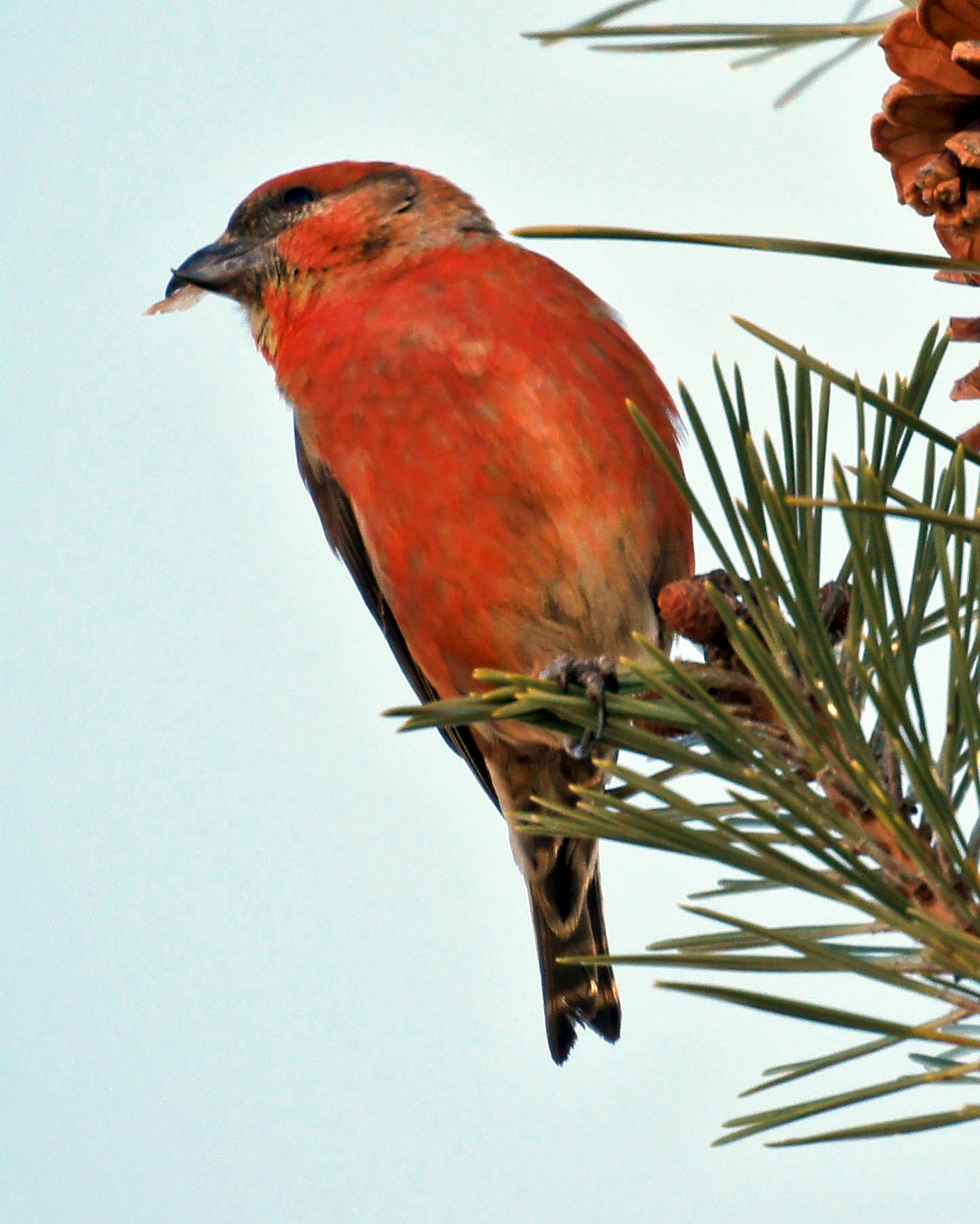
Maschio in natura.

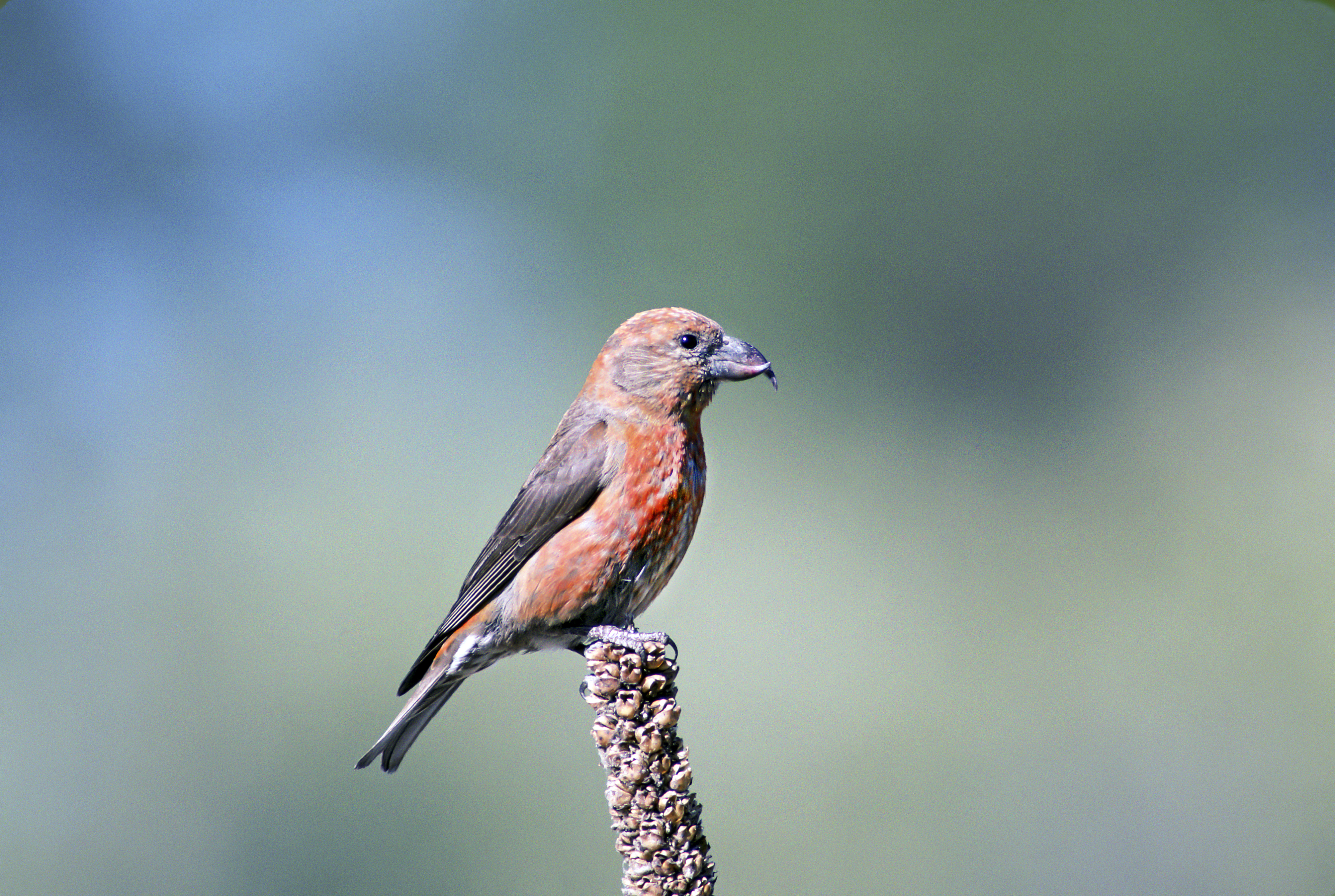
Maschio nell'Oregon.

Si tratta di uccelli dalle abitudini essenzialmente diurne, che passano la giornata alla ricerca di cibo fra gli alberi e sul far della sera fanno ritorno a posatoi riparati per passare la notte. I crocieri sono uccelli molto miti e discreti, che a dispetto della colorazione vivace (in special modo per quanto riguarda gli esemplari di sesso maschile) e della grossa taglia (considerando che si tratta di fringillidi) non sono facilissimi da osservare in natura, in quanto, pur non essendo timidi, al minimo rumore o cenno di disturbo tendono a rifugiarsi nel folto della vegetazione.

All'infuori della stagione degli amori, questi uccelli si riuniscono in piccoli stormi, spesso in associazione con altre specie di crociere, all'interno dei quali sono comunque ben riconoscibili le coppie, sempre molto unite.
Il richiamo dei crocieri è simile ma ben distinguibile per ogni sottospecie: il loro canto è basso, dolce e pigolante. Il richiamo viene emesso dagli esemplari che si stanno nutrendo, mentre quelli in volo sono generalmente silenti: eventuali altri gruppi presenti nei paraggi oppure di passaggio, all'udire i richiami, si avvicinano e si uniscono al banchetto. Il tipo di richiamo è strettamente correlato alla conformazione del becco e quindi conseguentemente al tipo di albero utilizzato per trarre nutrimento: pertanto, ai richiami saranno ricettivi solo gli esemplari con dimensioni del becco comparabili, mentre gli altri (anche facenti parte della stessa sottospecie, ma con becco conformato in maniera differente) lo ignoreranno.

### Alimentazione

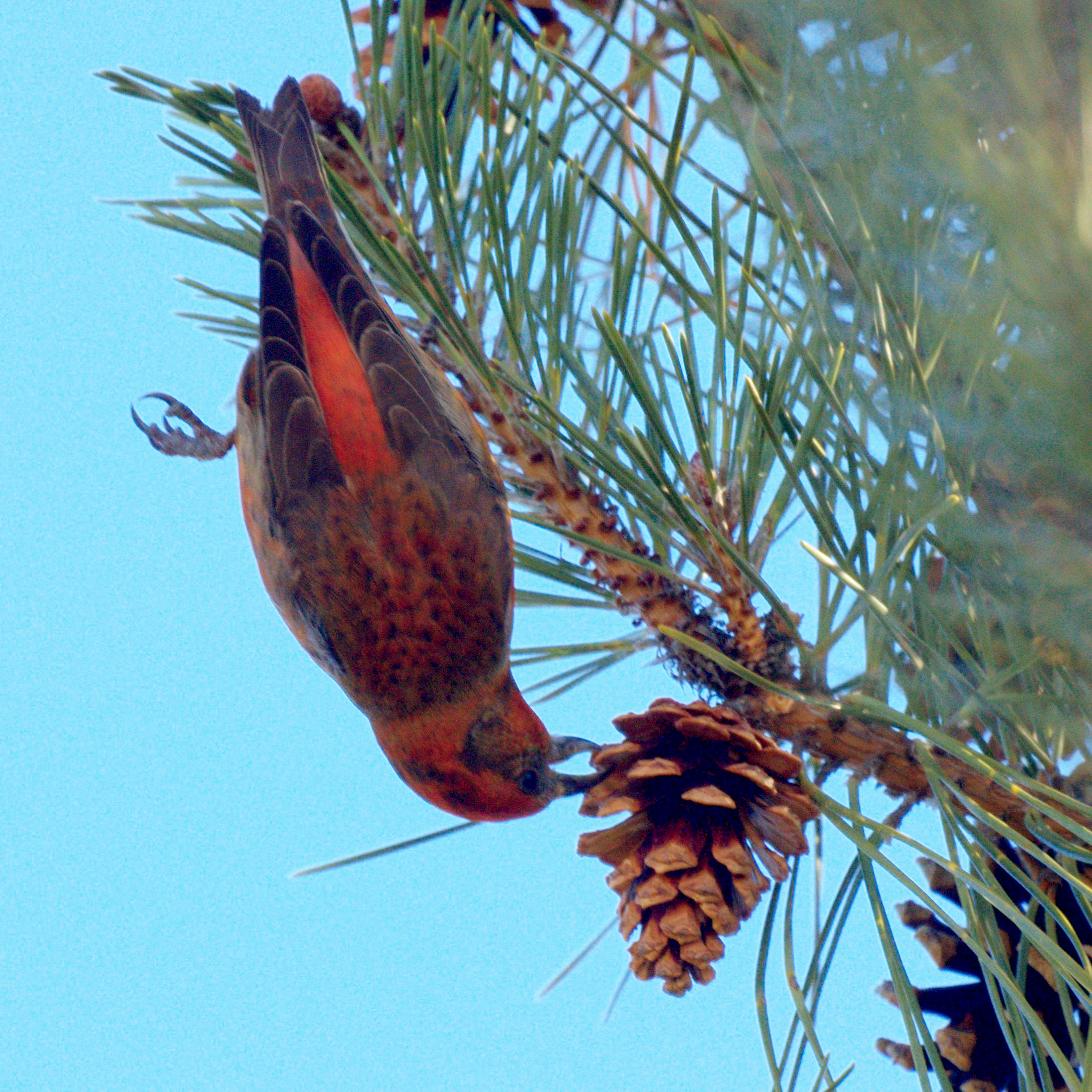
Maschio si alimenta a testa in giù.

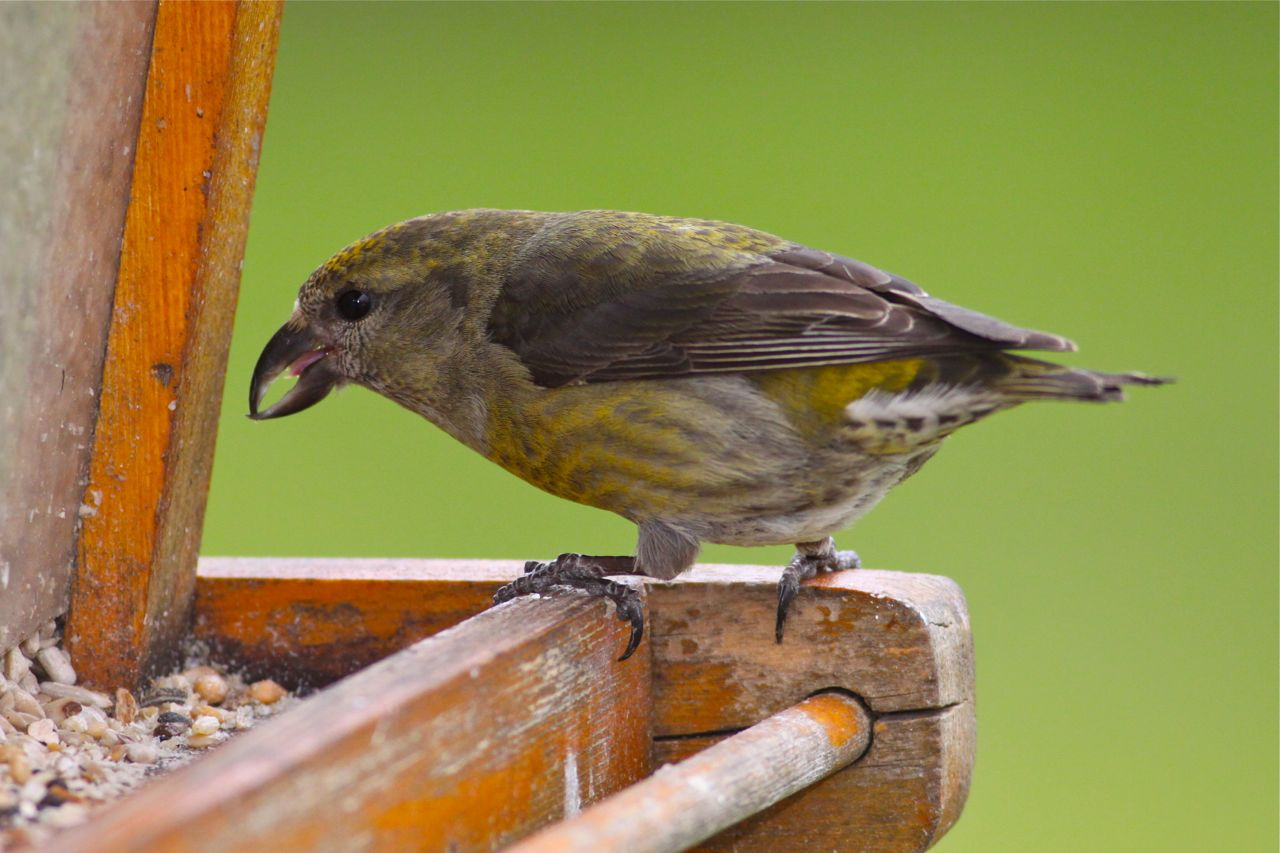
Femmina si alimenta da una mangiatoia, usando la lingua.

La dieta dei crocieri è composta quasi esclusivamente di pinoli: per far fronte a tale dieta, il crociere è perfettamente equipaggiato grazie all'inconfondibile becco incrociato, che viene inserito fra le scaglie delle pigne ed aperto per divaricarle quel tanto che basta a poter inserire all'interno la lingua ed estrarre il pinolo, che viene poi sgusciato con perizia sempre utilizzando becco e lingua (talvolta aiutandosi con una zampa od inserendo pigna o pinolo in un anfratto della corteccia per poterli maneggiare più agevolmente, sebbene raramente i crocieri ricavino cibo da pigne cadute). Durante la ricerca del cibo e l'alimentazione i crocieri spesso si appendono a testa in giù fra i rami, ricordando molto i pappagalli, cosa che accade anche durante la manipolazione dei semi mediante becco, lingua e zampe.

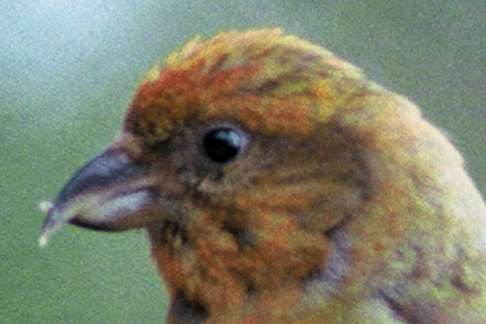
Profilo di crociere mette in evidenza il caratteristico becco.

Sebbene non siano altrettanto esigenti di altre specie congeneri riguardo agli alberi fra i quali cercare il nutrimento, esiste una correlazione abbastanza univoca fra le specie di conifera visitate e la sottospecie in questione, con le popolazioni del Mediterraneo occidentale che prediligono il pino d'Aleppo, quelle del Mediterraneo orientale e della Corsica più focalizzate sul pino nero, quelle dell'Europa centrale legate al pino silvestre, quelle balcaniche al pino loricato, quelle del Sud-est asiatico al pino khasi, quelle dell'Estremo Oriente a pecci asiatici e piante di tsuga, così come quelle del Nord America orientale, mentre quelle del Nord America occidentale prediligono l'abete di Douglas e il pino giallo.
Oltre ai semi, i crocieri mangiano anche i germogli e le giovani pigne delle conifere: la loro dieta viene inoltre integrata con piccoli insetti, catturati in special modo durante il periodo riproduttivo, quando il fabbisogno energetico di adulti e nidiacei è aumentato. Non è infine insolito, specie nell'arco alpino, osservare esemplari di crociere aggrappati ai muri delle baite, attirati dai sali che essudano dagli interstizi.

### Riproduzione

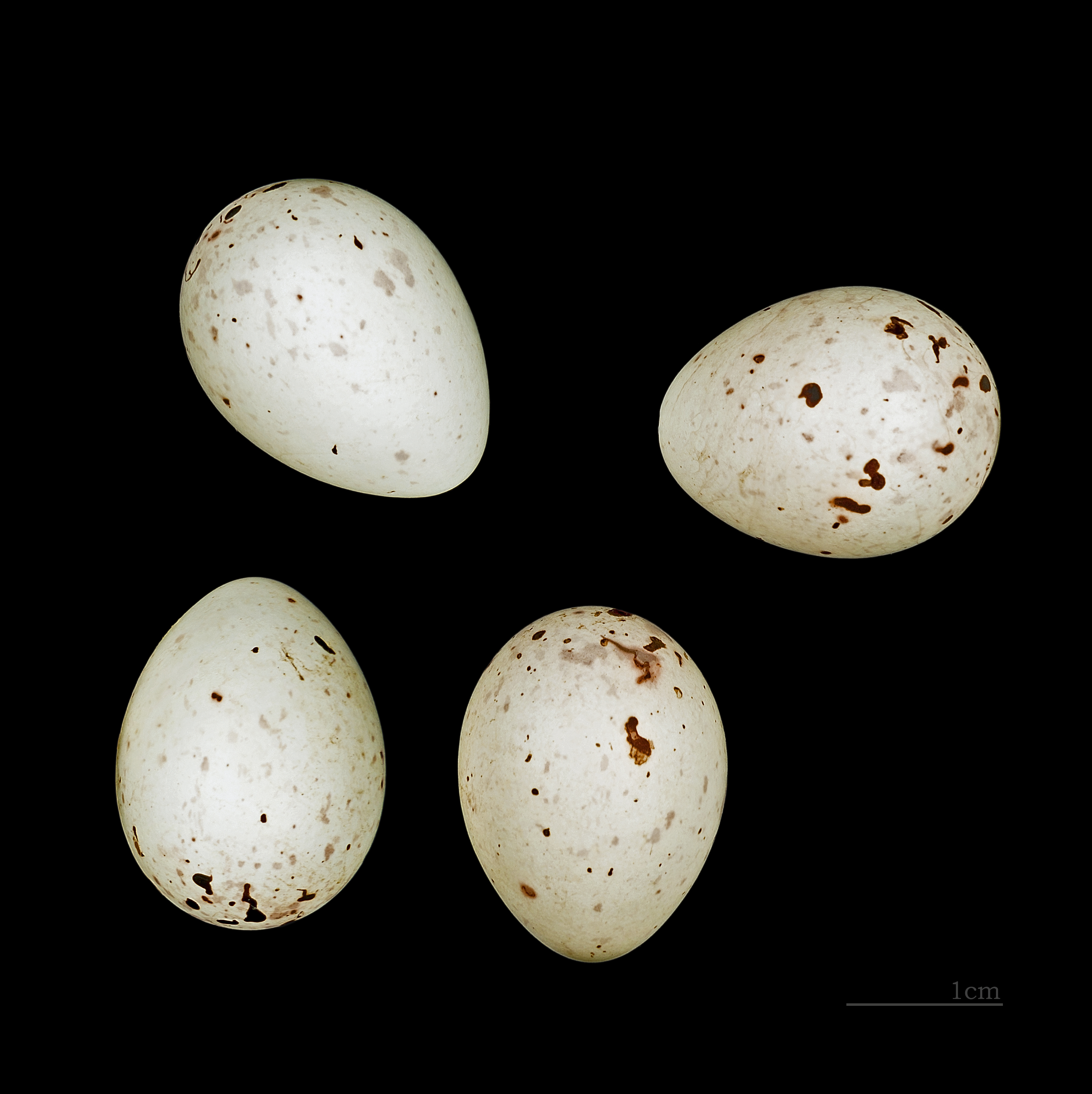
Uova della sottospecie poliogyna al Museo di storia naturale di Tolosa.

Il crociere può riprodursi durante tutto l'arco dell'anno, prediligendo tuttavia per farlo i mesi fra gennaio e maggio, quando la disponibilità di cibo è massima: in generale, i crocieri sono noti per la precocità della loro riproduzione, che comincia già verso la fine dell'inverno, rispetto a quasi tutti gli altri fringillidi, che si riproducono a primavera iniziata. Avendo a disposizione cibo durante tutto l'arco dell'anno, questi uccelli possono portare avanti anche quattro o più covate.
Si tratta di uccelli monogami: le coppie sono molto unite e rimangono assieme anche all'infuori del periodo riproduttivo, scambiandosi reciproche tenerezze di tanto in tanto.

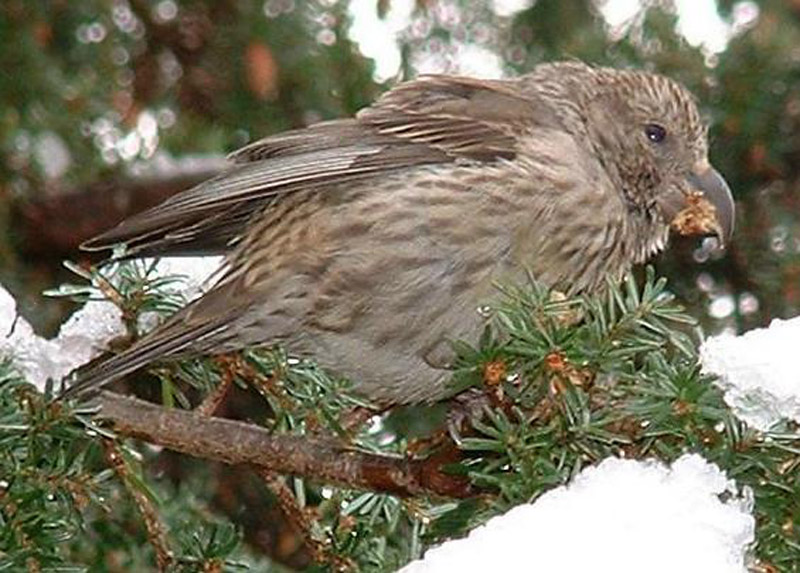
Giovane si nutre in Norvegia.

Il nido viene costruito dalla femmina con penne, erica, paglia e ginestra, nonché peli di animali, nel campo superiore di una conifera (in genere un abete rosso), fra i 2 e i 20 m d'altezza: al suo interno, essa depone dalle due alle cinque uova (solitamente tre), di colore biancastro e maculature marroni, che provvede a covare per un periodo che va dai 14 ai 16 giorni. Durante le operazioni di costruzione del nido e di cova, il maschio procura alla femmina il cibo, imbeccandola, oltre a rimanere di guardia nei pressi del nido: talvolta, esso può fornire alla femmina parte del materiale da costruzione del nido.

I pulli sono ciechi e nudi alla schiusa: essi vengono imbeccati e accuditi da ambedue i genitori, i quali si alternano fra il nido e la ricerca di cibo. Attorno alle due settimane di vita i giovani uccellini sono pronti per l'involo: tuttavia, essi tendono a rimanere nei pressi del nido ancora per 2-3 settimane prima di allontanarsene definitivamente, chiedendo sempre più sporadicamente l'imbeccata ai genitori (che se la disponibilità del cibo lo permette stanno nel frattempo portando avanti una seconda covata) e seguendoli nei loro spostamenti, per poi disperdersi.

Il becco dei crocieri alla schiusa è dritto, e solo fra le due e le quattro settimane di vita comincia ad assumere la caratteristica curvatura.
La speranza di vita dei crocieri in cattività è di circa 8 anni, mentre in natura questi uccelli difficilmente vivono più di tre anni.

## Distribuzione e habitat

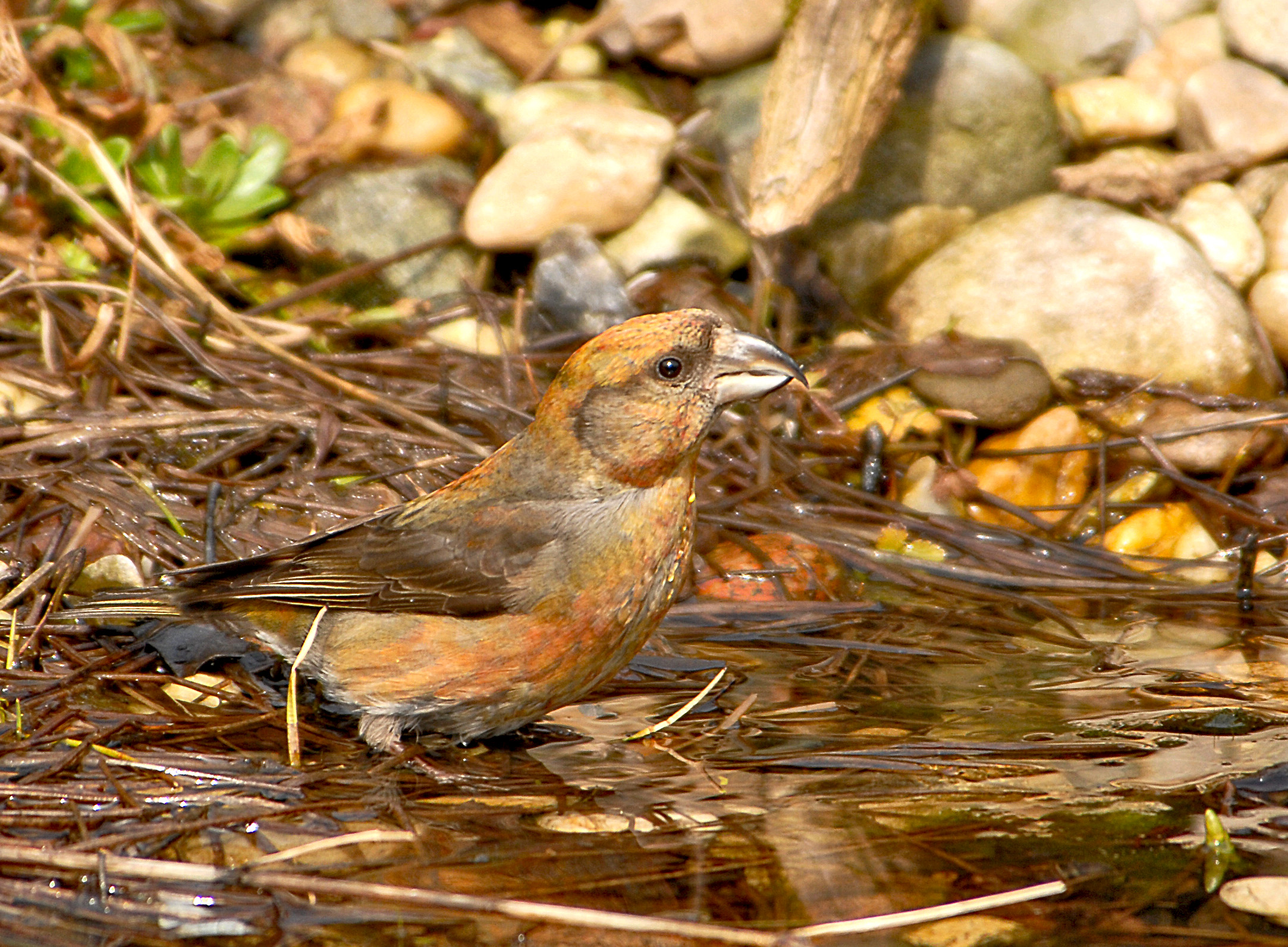
Maschio al bagno nei pressi di Berlino.

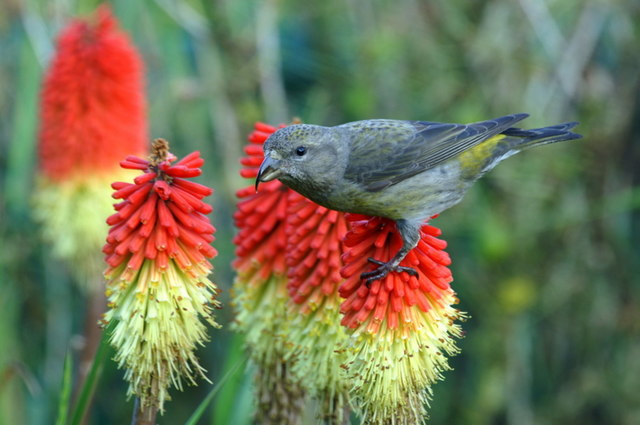
Femmina su Kniphofia a Baltasound.

Il crociere comune occupa un areale olartico, comprendente una vasta porzione di Nordamerica (dal sud dell'Alaska al Messico attraverso la Catena Costiera Pacifica, e ad est fino al New England) ed Eurasia (dalla penisola scandinava al Nordafrica ad est fino alla Manciuria e al Giappone, e da qui a sud fino a Vietnam e Filippine). In Italia la specie è stanziale fra i 1000 e i 2200 m di quota su tutto l'arco alpino e in gran parte delle Prealpi, mentre lungo gli Appennini è presente ma meno comune e nel sud e nelle isole la specie è accidentale, con esemplari provenienti dal Nordafrica o dalla Spagna.
L'habitat di questi uccelli è rappresentato dalle pinete a clima temperato, in pianura nelle aree più fredde (dove colonizza la taiga) e nelle zone collinari o montane delle aree a clima più caldo. I singoli esemplari, a seconda delle dimensioni e della conformazione del becco, tendono a colonizzare pinete a predominanza di specie diverse: ad esempio, gli esemplari dal becco più massiccio popolano i boschi a prevalenza di specie dalle grosse pigne, come il peccio di Engelmann e il pino di Ponderosa negli Stati del Pacifico e peccio nero nel nordest, mentre gli esemplari dal becco più sottile si associano ad alberi dalle pigne meno grandi come tsuga e pseudotsuga.

È stato realizzato uno studio sui Crocieri che vivono nelle pinete del Mediterraneo, caratterizzati dal fatto che a differenza di quelli centro-nord europei, sono sedentari; questo dipende dal fatto che la disponibilità di semi di pino è garantita tutto l’anno. Inoltre, questi uccelli, dovendo aprire le scaglie delle pigne di pino d’Aleppo o pino nero (come ad esempio in Sila - Calabria), si sono differenziati nel corso dei millenni ed hanno un becco più massiccio di quelli centro europei che vivono a spese di semi di larice o abete. Infine i crocieri mediterranei sono piuttosto decolorati (maschi perlopiù giallo-arancione invece che rossi, femmine grigiastre invece che verdi).
Generalmente stanziale, specialmente i giovani in dispersione sono soliti compiere spostamenti anche di una certa entità: nei periodi in cui il cibo scarseggia, inoltre, grossi gruppi di questi uccelli migrano verso nuovi ambienti, talvolta colonizzandoli con successo e divenendovi residenti, come successo ad esempio nelle isole britanniche.

## Tassonomia
Sono riconosciute le seguenti sottospecie:

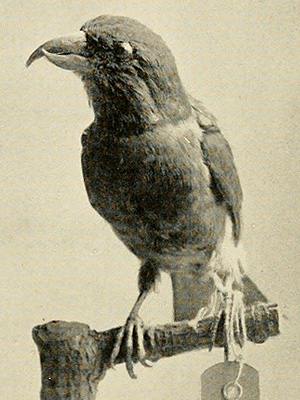
Esemplare impagliato della sottospecie percna.

- Loxia curvirostra curvirostra Linnaeus, 1758 - la sottospecie nominale, diffusa in Europa dalle isole britanniche e dalla Galizia attraverso la Scandinavia e l'Europa centro-meridionale ad est fino all'Amur;
- Loxia curvirostra balearica (Homeyer, 1862) - endemica delle isole Baleari e della costa spagnola prospiciente;
- Loxia curvirostra corsicana Tschusi, 1912) - endemica della Corsica;
- Loxia curvirostra poliogyna Whitaker, 1898 - diffusa nei Monti dell'Atlante ed Italia meridionale (Sicilia compresa);
- Loxia curvirostra guillemardi Madarász, 1903 - diffusa dai Balcani orientali al Caucaso, attraverso la penisola anatolica e le coste settentrionali del Mar Nero;
- Loxia curvirostra altaiensis Suskin, 1925 - diffusa fra il Kazakistan nord-orientale e la Mongolia occidentale attraverso i monti Altaj, i monti Sajany e Tuva;
- Loxia curvirostra tianshanica Laubmann, 1927 - diffusa nel Turkestan, dal Kazakistan sud-orientale all'Uiguristan occidentale;
- Loxia curvirostra himalayensis Blyth, 1845 - diffusa lungo la catena dell'Himalaya dall'Himachal Pradesh all'Arunachal Pradesh attraverso Nepal, Bhutan e il sud del Tibet, oltre che in Cina centrale (Qinghai, Gansu, Yunnan nord-occidentale, Sichuan occidentale), svernante nel nord della Birmania e nel sud dello Yunnan;
- Loxia curvirostra meridionalis Robinson & Kloss, 1919 - endemica del Vietnam del sud (Annam meridionale);
- Loxia curvirostra japonica Ridgway, 1884 - diffusa in Manciuria, Corea del Nord, isole Curili, Sakhalin e Giappone (poco comune, su Honshū e Hokkaidō, svernante su tutte le isole principali), svernante in Cina centro-orientale, a sud fino allo Zhejiang;
- Loxia curvirostra luzoniensis Ogilvie-Grant; 1894 - endemica di Luzon (Zambales e Cordillera);
- Loxia curvirostra minor (Brehm, 1846) - diffusa dal sud-est del Canada (area fra l'Ontario e la Nuova Scozia) agli Appalachi;
- Loxia curvirostra percna Bent, 1912 - endemica di Terranova, svernante nel New England e a sud fino alla Virginia e occasionalmente fino in Georgia;
- Loxia curvirostra sitkensis Grinnell, 1909 - diffusa dalla punta sud-orientale dell'Alaska alla costa californiana settentrionale, svernante nel sud di Canada e California;
- Loxia curvirostra bendirei Ridgway, 1884 - diffusa nell'area di confine fra Stati Uniti nord-occidentali (a sud fino al Wyoming) e Canada sud-occidentale (sud dello Yukon e Columbia Britannica centrale ad est fino al Saskatchewan sud-occidentale);
- Loxia curvirostra benti Griscom, 1937 - endemica della porzione centrale delle Montagne Rocciose;
- Loxia curvirostra grinnelli Griscom, 1937 - diffusa in California e Nevada, svernante ad est dall'Arizona al Nuovo Messico;
- Loxia curvirostra stricklandi Ridgway, 1885 - diffusa negli Stati Uniti Centrali del Sud ed in Messico, forse anche in Belize;
- Loxia curvirostra mesamericana Griscom, 1937 - diffusa in America centrale, dal Guatemala al Nicaragua settentrionale.

La sottospecie sinesciuris è stata elevata al rango di specie a sé stante col nome di Loxia sinesciuris.

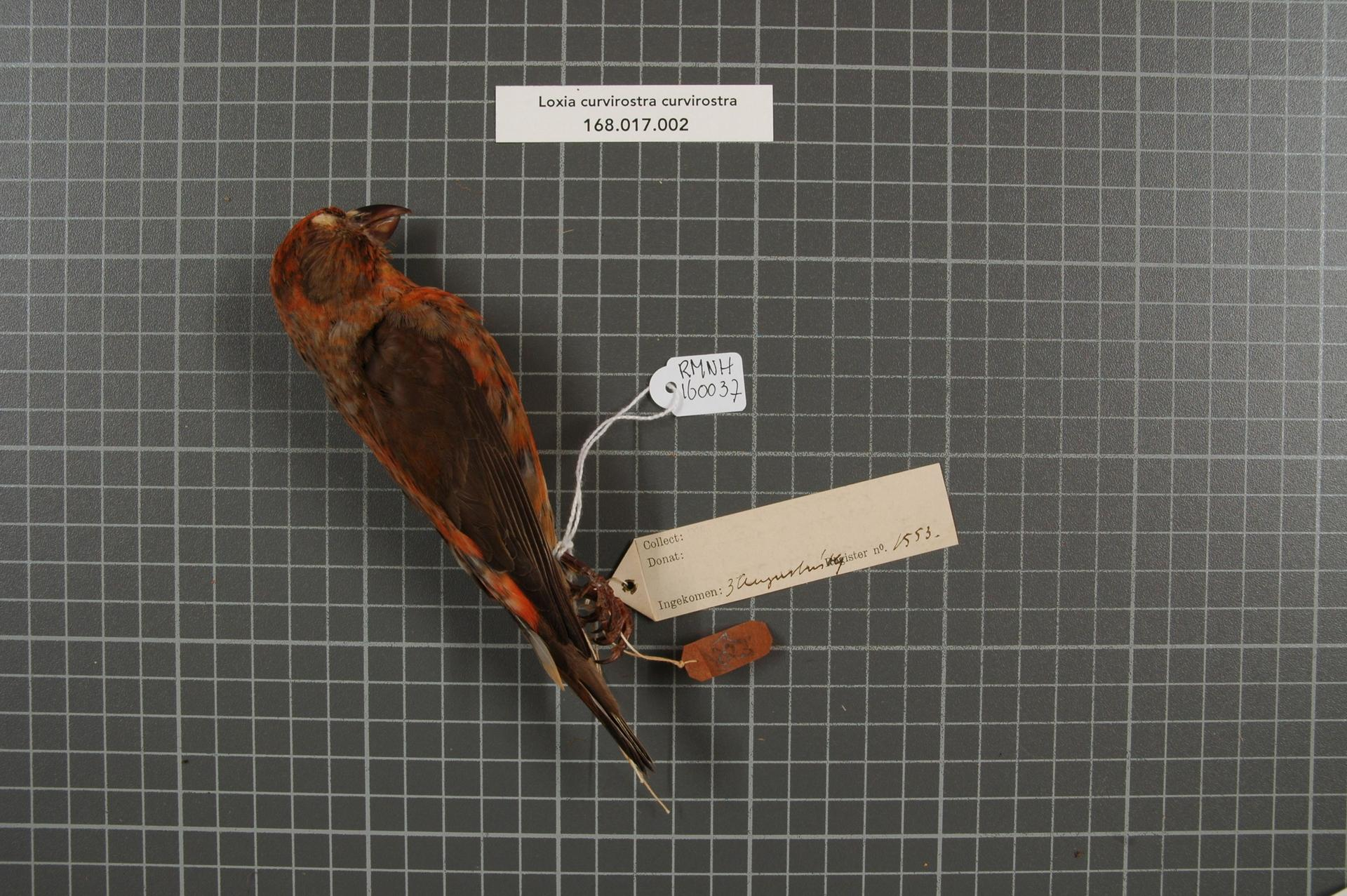
Sottospecie nominale.
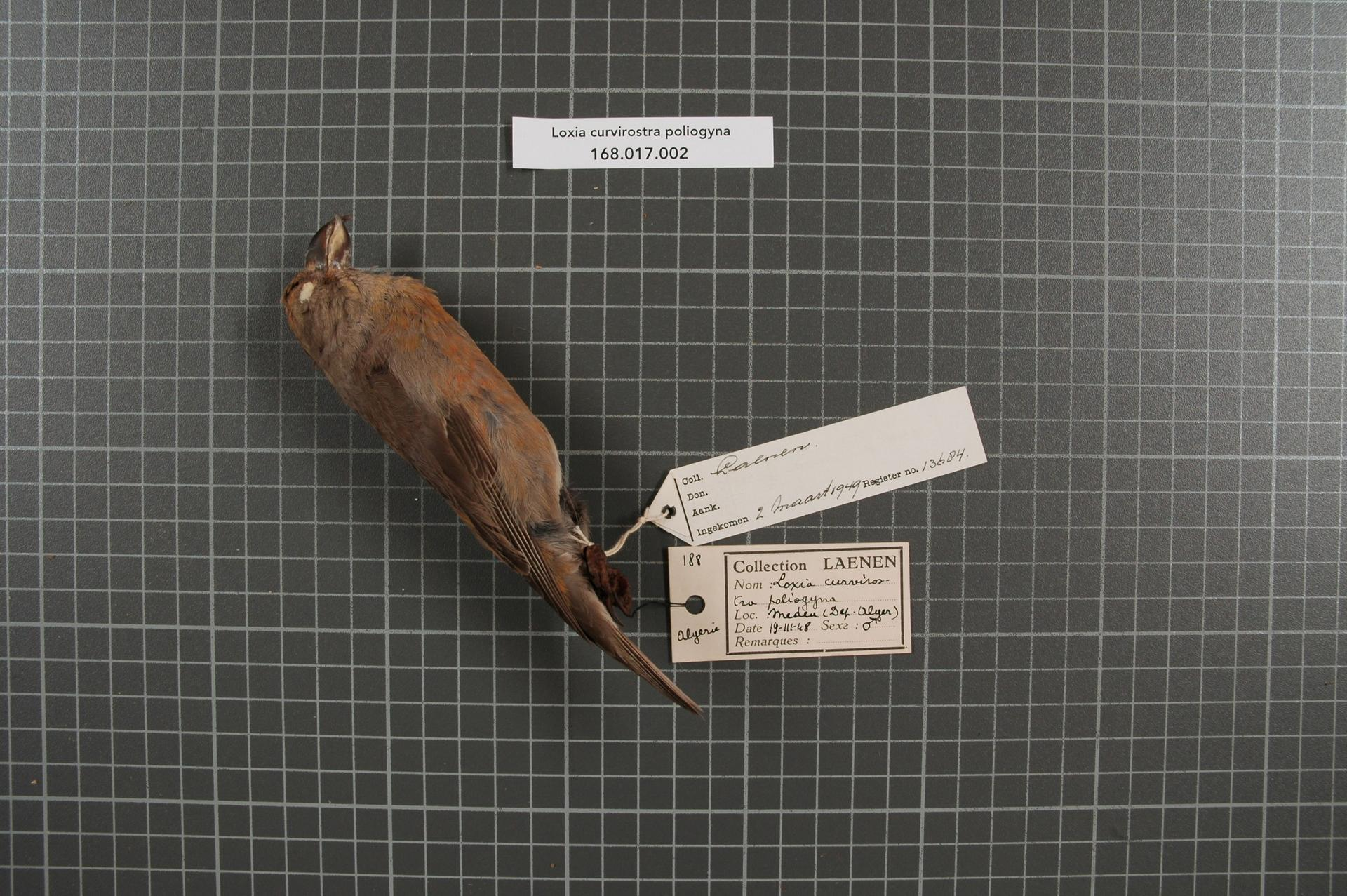
Subsp. poliogyna.
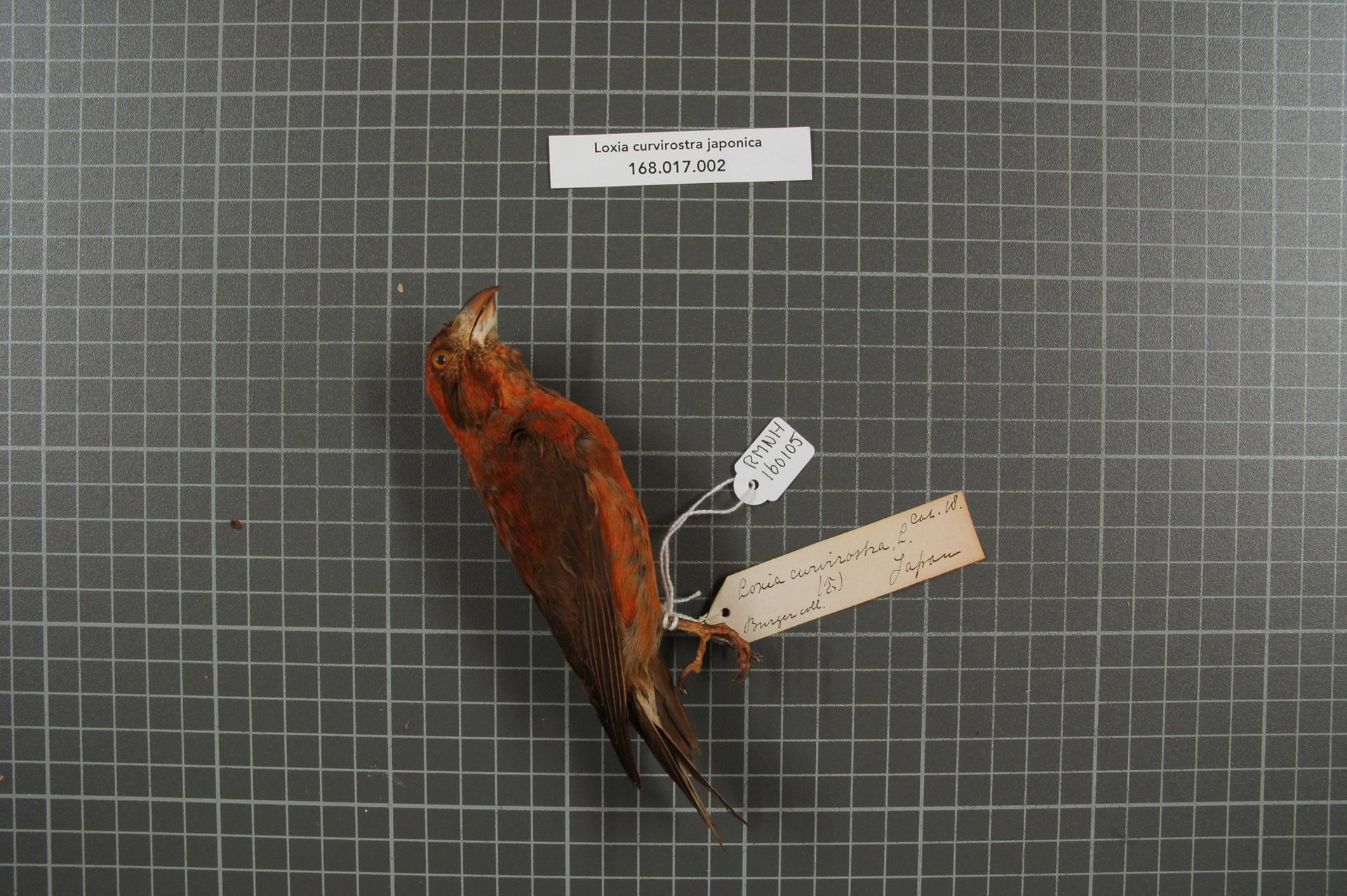
Subsp. japonica.
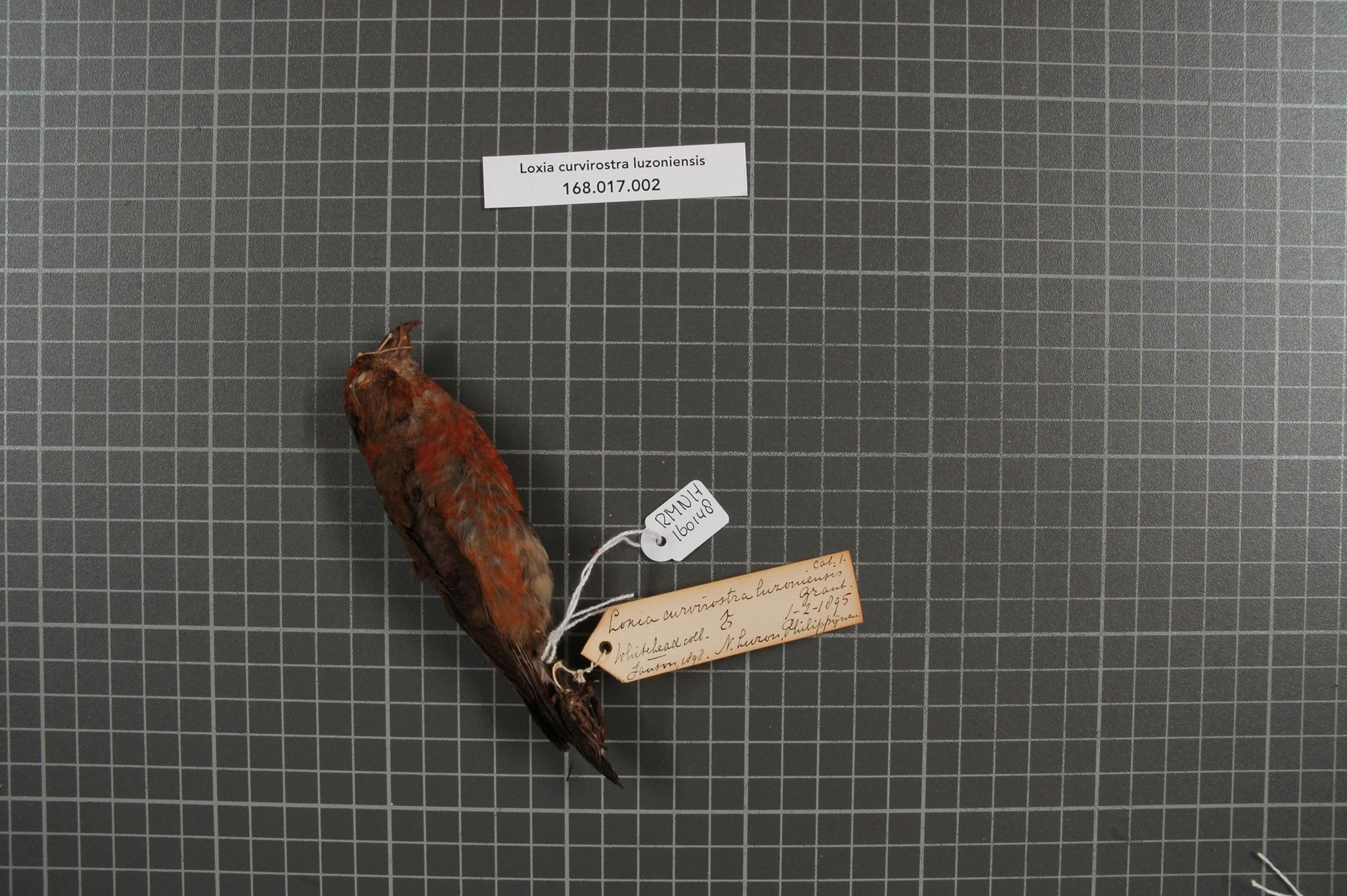
Subsp. luzoniensis.
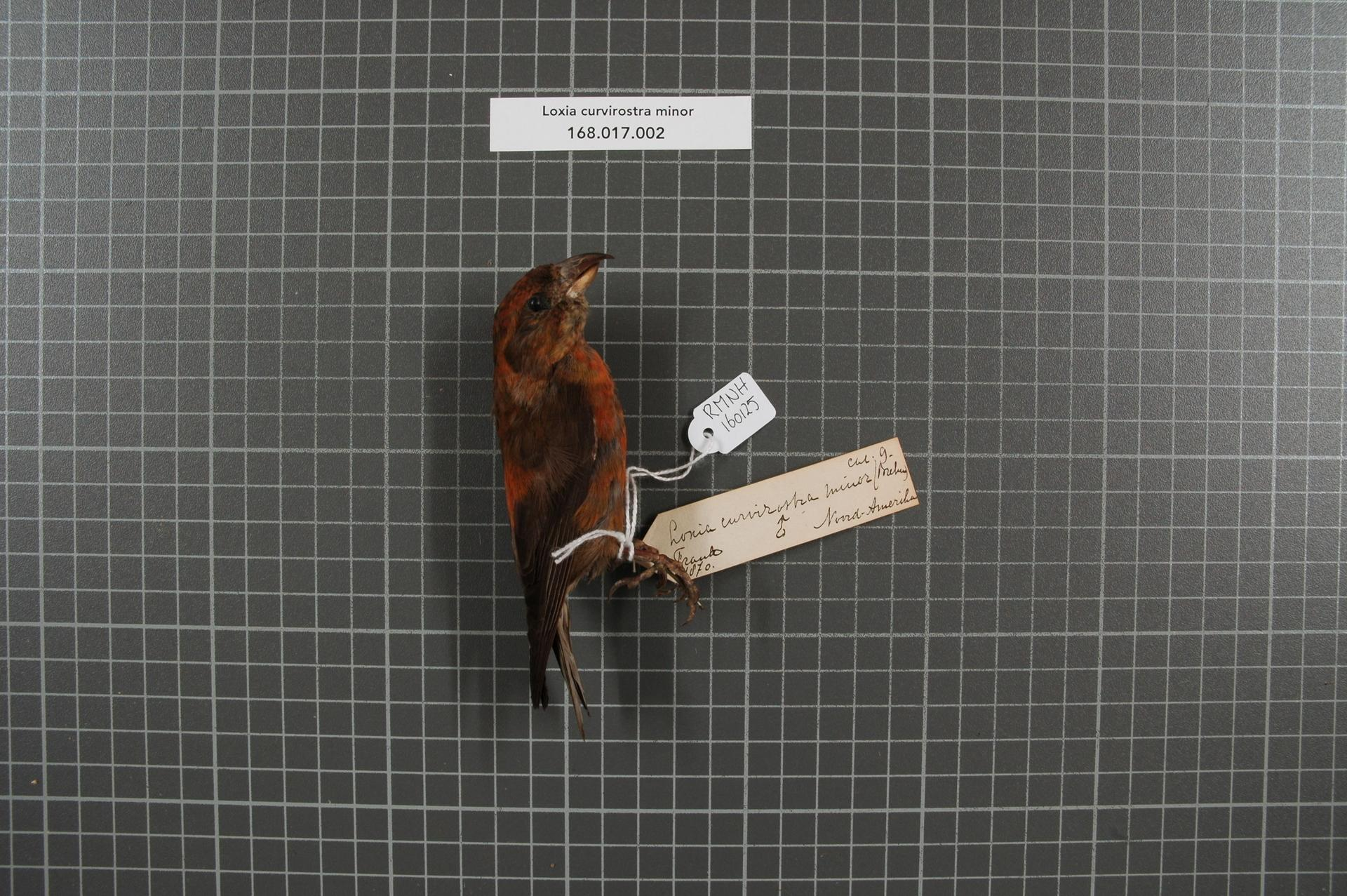
Subsp. minor.
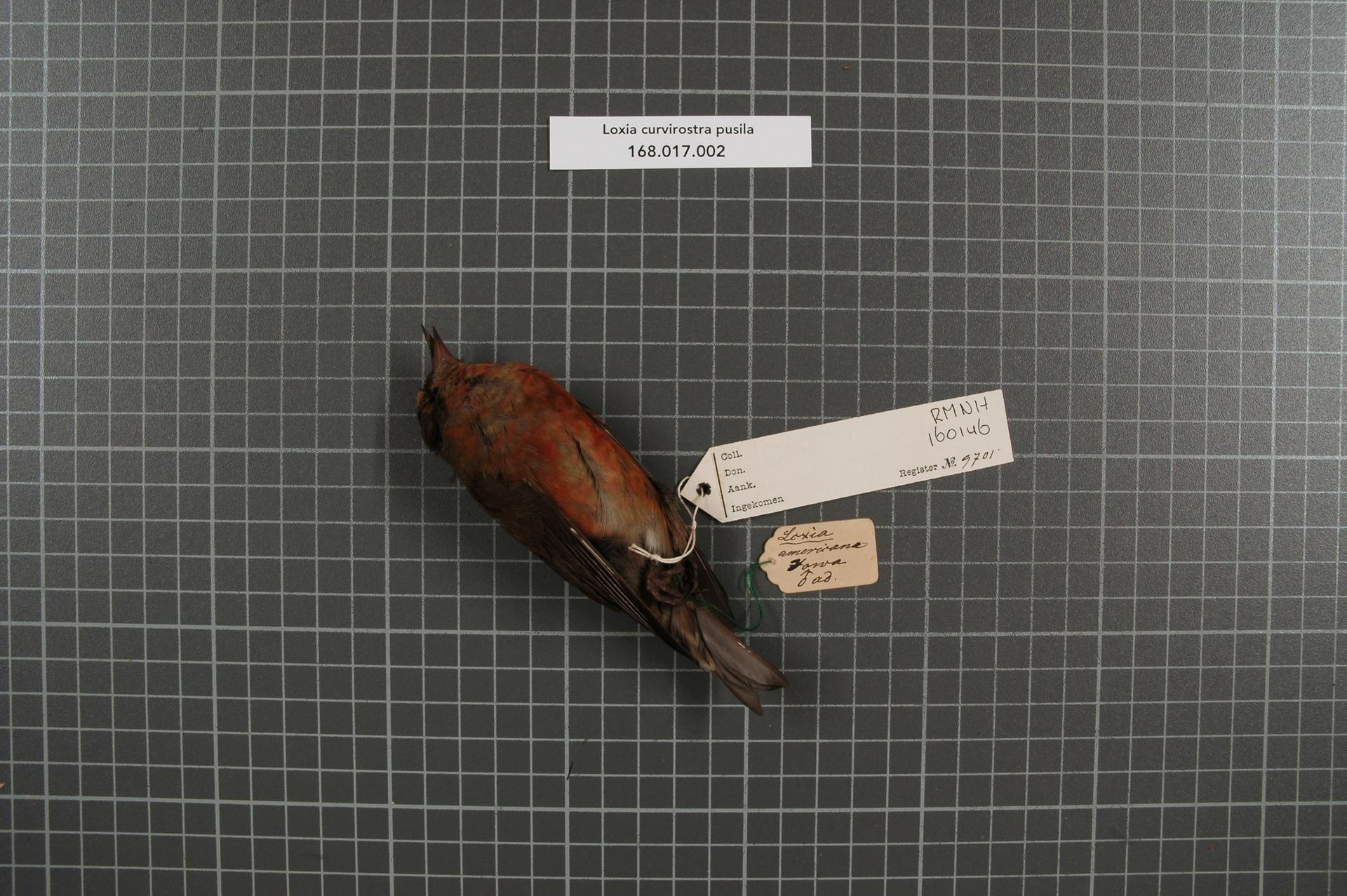
Subsp. percna.
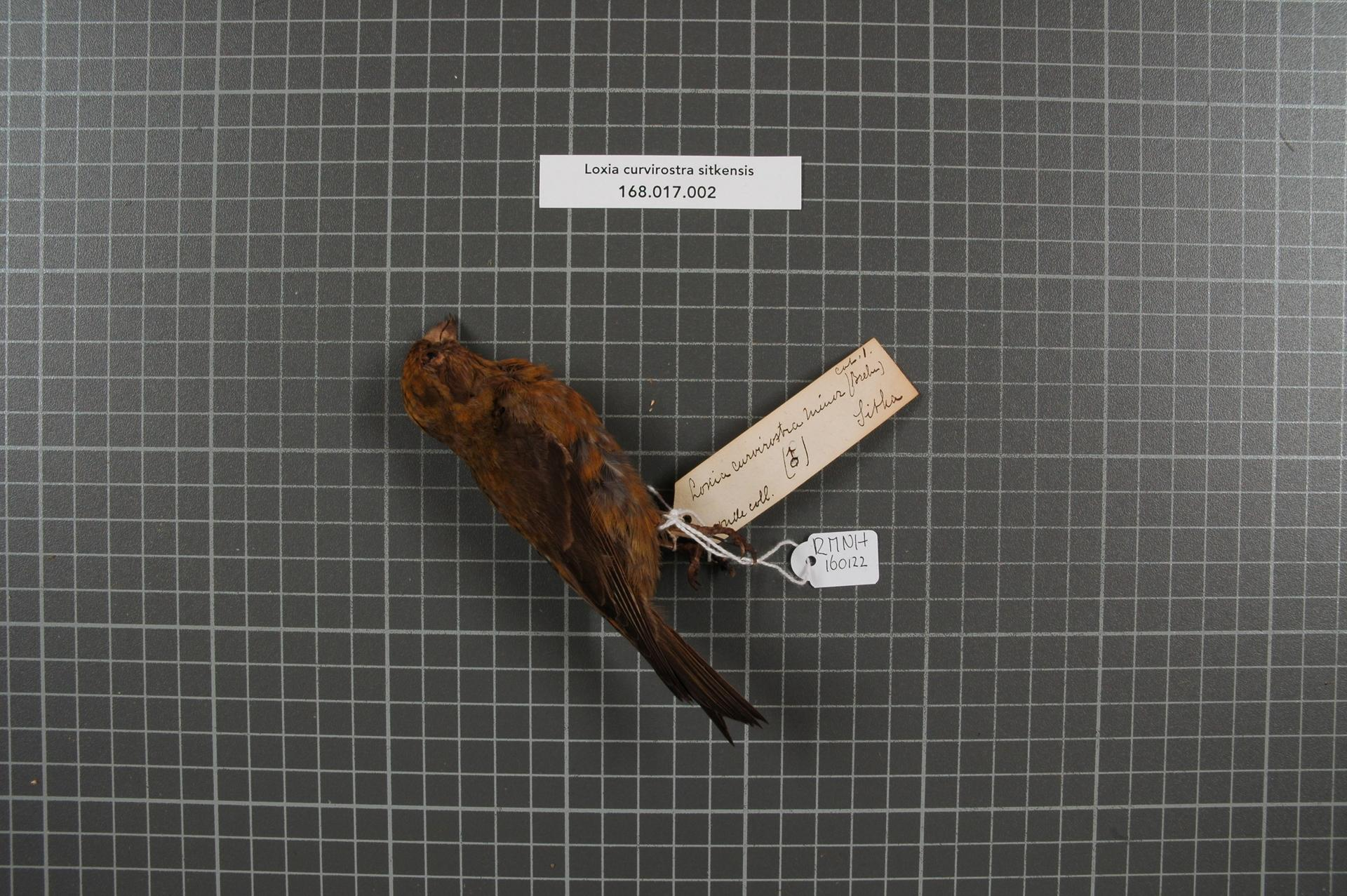
Subsp. sitkensis.

La tassonomia del crociere, sia in ambito intraspecifico che interspecifico, è ancora lungi dall'essere stata chiarita in maniera esauriente. Alcuni autori accorperebbero la sottospecie guillemardi alla nominale oppure le sottospecie sitkensis e benti in bendirei, mentre altre separerebbero le popolazioni spagnole (da quelle baleariche, col nome di L. c. hispana), crimeane e turche (da guillemardi, coi nomi rispettivamente di L. c. mariae, L. c. vasvarii e L. c. caucasia), quelle dei monti dell'Altaj (da altaiensis, col nome di L. c. ermaki), quelle dell'area di confine tra il Messico e gli Stati Uniti d'America, quelle dell'Idaho centro-meridionale e del Colorado (da benti, coi nomi rispettivamente di L. c. reai e L. c. vividior). La sottospecie pusilla è considerata obsoleta in quanto sinonimo di percna. 

Le differenze fra le varie sottospecie, ancor più che di carattere morfologico (la livrea e la morfometria del becco sono piuttosto variabili a livello individuale in tutte le popolazioni), vengono ricercate nei richiami emessi e nella tipologia di volo: l'analisi di questi parametri ha tuttavia aggiunto ancora più confusione alla tassonomia del crociere, identificando sei tipi vocali (considerabili sottospecie) in Europa orientale ed altri sei nel bacino occidentale del Mediterraneo, tutti con un considerevole grado di sovrapposizione dell'areale: tali differenze (vocalizzazioni, volo, tendenza a vivere in simpatria senza ibridazione) stupiscono non poco, in quanto utilizzate come chiave tassonomica per differenziare il crociere comune dagli affini crociere delle pinete e crociere scozzese, quest'ultimo un tempo a sua volta considerato una sottospecie di crociere comune e secondo alcuni da continuare a trattare come tale, allo stesso modo del crociere delle pinete.

## Il crociere nel folklore

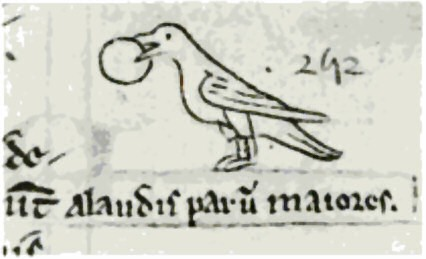
Illustrazione di un crociere in un manoscritto del 1252, risalente alla prima ondata di colonizzazione di questi uccelli in Gran Bretagna.

I crocieri sono conosciuti anche con numerosi nomi nella tradizione popolare, soprattutto in Nord Italia, generalmente tutti legati alla caratteristica conformazione del loro becco: fra questi si contano becsstuart, crusnaber e scroito. Altro nome dato a questi animali è uccello di Cristo: si pensa che tale epiteto sia legato al fatto che i crocieri sono soliti scendere a quote più basse durante il periodo freddo, e cominciano quindi a poter essere osservati nelle zone suburbane all'incirca durante il periodo natalizio, oppure al fatto che secondo la tradizione un crociere avrebbe tentato di togliere le spine dalla corona per alleviare le sofferenze a Gesù crocifisso, gesto dal quale avrebbe origine il becco a forma di croce. Un altro nome popolare del crociere è infine uccello della gotta, legato al fatto che un tempo si credeva che questi uccelli prendessero su di sé le malattie degli uomini, tra le quali appunto la gotta.